# Josef Prokeš (kněz)
Josef Prokeš (* 12. září 1980, České Budějovice) je knězem českobudějovické diecéze. V letech 2008–2015 působil jako spirituál Biskupského gymnázia. Zasloužil se o obnovu kostela svaté Rodiny v Českých Budějovicích.

## Životopis
Pochází z věřící rodiny z Rudolfova, je třetí nejstarší z pěti dětí. O kněžství uvažoval už v mládí, po maturitě na Gymnáziu Jana Valeriána Jirsíka se ovšem rozhodl pro studium dopravního inženýrství na ČVUT. Jeho hledání ho nakonec dovedlo k rozhodnutí pro kněžství. Po dvou letech tak odešel do Teologického konviktu v Litoměřicích. Poté tři roky studoval Katolickou teologickou fakultu UK v Praze a další tři roky na Lateránské univerzitě v Římě. Na kněze byl vysvěcen v červnu roku 2009. Věnuje se především pastoraci mladých. V prvních letech svého kněžství působil jako spirituál Biskupského gymnázia v Českých Budějovicích. Během této doby inicioval např. vznik diskusního cyklu o křesťanství pro veřejnost s názvem „Bez vytáček o křesťanství“, setkání pro studenty českobudějovických středních škol „Studentské středy“ či modlitební skupiny na středních školách – „Buňky modliteb“. Od roku 2015 studoval obor misiologie na papežské univerzitě Gregoriana v Římě. Po návratu ze studií byl s platností od 1. července 2017 ustanoven administrátorem farnosti Vodňany a ex currendo administrátorem farností Chelčice, Lomec a Skočice.

## Záliby
Josef Prokeš je skaut, přezdívkou Křik. Během studia na dopravní fakultě ČVUT byl vůdcem 20. skautského oddílu Ginkgo v Českých Budějovicích, od 17. 2. 2017 byl ustanoven diecézním duchovním rádcem skautů českobudějovické diecéze. Mezi osobnosti, které ho v životě silně inspirovaly, řadí mj. kněze Václava Dvořáka a Karla Fořta, rovněž duší skauty.
Rád se věnuje sportu – běhu, plavání, jízdě na kole a na běžkách, horské turistice.

## Dílo
- Pán se stará. Praha : Portál, 2019. 142 s. ISBN 978-80-262-1527-1
- U ambonu. Praha : Portál, 2020. 207 s. ISBN 978-80-262-1667-4
- Novéna ke svatému Josefovi. Praha : Doron, 2021. 32 s. ISBN 978-80-7297-237-1
- Svátost smíření ve světle Ducha svatého. Praha : Doron, 2022. 36 s. ISBN 978-80-7297-252-4